# Velodromo comunale di Oppido Lucano
Il velodromo comunale è un impianto sportivo del comune di Oppido Lucano in provincia di Potenza dedicato al ciclismo su pista ed al calcio a 5. È stato inaugurato nel 2002 e riconosciuto immediatamente come velodromo Olimpico dall'Unione Ciclistica Internazionale di Parigi.
Il velodromo comunale, rappresentando strutturalmente il polo ciclistico di maggior rilievo del Sud Italia, ha ospitato diverse gare a livello nazionale ed internazionale.

## Attrezzature
- Pista di ciclismo lunga 250,00 metri con fondo in cemento[2]
- Campo in gomma per calcio a 5
- Tribune da 300 posti

## Principali gare ospitate
- VIII Memorial Gaetano Lioi
- Cronoscalata Oppido Lucano
- Gran Premio Sun & Cycling – Memorial Nicola Marone[3]